# Repubblica Democratica Somala
La Repubblica Democratica Somala fu uno Stato socialista a partito unico nato nel 1969 dopo il colpo di Stato che portò Siad Barre al potere come presidente e dittatore della Somalia.
Il paese fu retto dal Consiglio Rivoluzionario Supremo (1969–1976) prima e dal Partito Socialista Rivoluzionario Somalo (1976–1991) dopo.
In questi anni la Somalia ebbe diverse relazioni politiche con l'Unione Sovietica, infatti fu essa a pressare Siad Barre a fondare il Partito Socialista Rivoluzionario Somalo.
Ebbe altre relazioni politiche con i diversi Stati comunisti, in particolare con la Cina. Uno dei progetti di Siad Barre, mai riuscito, era quello di creare la Grande Somalia: egli voleva riunire tutti i territori abitate da persone di etnia somala ed annetterli alla Somalia. Nel 1977 con la guerra dell'Ogaden Siad Barre tenta di creare il suo progetto ma l'esercito somalo venne pesantemente sconfitto.
Verso la fine degli anni ottanta il regime di Barre entrò in crisi dato che il popolo somalo aveva creato movimenti contro il governo comunista finanziati dall'Etiopia. Barre rispose con una dura repressione che durò fino al 1991, quando fu cacciato dalla Somalia. A seguito di questo evento nel paese iniziò una violenta guerra civile.